# Џејмс Макартур
Џејмс Макфарлан Макартур (енгл. James McFarlane McArthur; Глазгов, 7. октобар 1987) бивши је шкотски фудбалер који је играо на позицији везног играча.
Каријеру је почео у Хамилтон академикалу са којим се 2008. године пласирао у највиши ранг шкотског фудбала. У јулу 2010. године постао је члан Вигана са којим је 2013. године освојио ФА куп. На лето 2014. је прешао у Кристал палас где је провео девет сезона и за то време одиграо више од 250 утакмица у свим такмичењима.

## Статистика каријере

### Репрезентативна
| Репрезентација | Година | Наступи | Голови |
| -------------- | ------ | ------- | ------ |
| Шкотска        | 2010   | 1       | 0      |
| Шкотска        | 2011   | 4       | 1      |
| Шкотска        | 2012   | 3       | 0      |
| Шкотска        | 2013   | 7       | 0      |
| Шкотска        | 2014   | 2       | 0      |
| Шкотска        | 2015   | 5       | 1      |
| Шкотска        | 2016   | 5       | 1      |
| Шкотска        | 2017   | 2       | 1      |
| Укупно         | Укупно | 29      | 4      |

### Голови за репрезентацију
| # | Датум              | Стадион               | Противник     | Гол   | Резултат | Такмичење                                 |
| - | ------------------ | --------------------- | ------------- | ----- | -------- | ----------------------------------------- |
| 1 | 9. фебруар 2011.   | Стадион Авива, Даблин | Северна Ирска | 2 : 0 | 3 : 0    | Куп нација 2011.                          |
| 2 | 7. септембар 2015. | Хемпден парк, Глазгов | Немачка       | 2 : 2 | 2 : 3    | Квалификације за Европско првенство 2016. |
| 3 | 8. октобар 2016.   | Хемпден парк, Глазгов | Литванија     | 1 : 1 | 1 : 1    | Квалификације за Светско првенство 2018.  |
| 4 | 1. септембар 2017. | Стадион ЛФФ, Вилњус   | Литванија     | 3 : 0 | 3 : 0    | Квалификације за Светско првенство 2018.  |

## Трофеји
Хамилтон академикал
- Прва дивизија Шкотске: 2007/08.

Виган атлетик
- ФА куп: 2012/13.[6]